# Флер-ан-Эскребьё
Флер-ан-Эскребьё́ (фр. Flers-en-Escrebieux) — коммуна во Франции, регион О-де-Франс, департамент Нор, кантон Дуэ. Расположена в 4 км к северу от Дуэ и в 27 км к югу от Лилля. Через территорию коммуны проходит автомагистраль А21 «Рокада Миньер».
Население (2017) — 5 856 человек.

## Экономика
Структура занятости населения:
- сельское хозяйство — 0,6 %
- промышленность — 33,2 %
- строительство — 5,7 %
- торговля, транспорт и сфера услуг — 48,4 %
- государственные и муниципальные службы — 12,1 %

Уровень безработицы (2017) — 20,7 % (Франция в целом — 12,8 %, департамент Нор — 17,2 %). 

Среднегодовой доход на 1 человека, евро (2017) — 17 890 (Франция в целом — 25 140, департамент Нор — 18 575).

## Демография
Динамика численности населения, чел.

## Администрация
Пост мэра Флер-ан-Эскребьё с 1989 года занимает член партии Республиканцы Жан-Жак Перо (Jean-Jacques Peyraud), член Совета региона О-де-Франс. На муниципальных выборах 2020 года, как и на двух предыдущих выборах 2008 и 2014 годов, возглавляемый им правый список одержал был единственным.
| Период | Период | Фамилия        | Партия                                   | Примечания                                                                               |
| ------ | ------ | -------------- | ---------------------------------------- | ---------------------------------------------------------------------------------------- |
| 1973   | 1977   | Пьер Прюво     |                                          |                                                                                          |
| 1977   | 1985   | Рене Аркен     | Социалистическая партия                  |                                                                                          |
| 1985   | 1989   | Аньес Муэнардо |                                          |                                                                                          |
| 1989   |        | Жан-Жак Перо   | Союз за народное движение, Республиканцы | руководящий работник больницы, член Совета региона, вице-президент ассоциации коммун Дуэ |

## Галерея

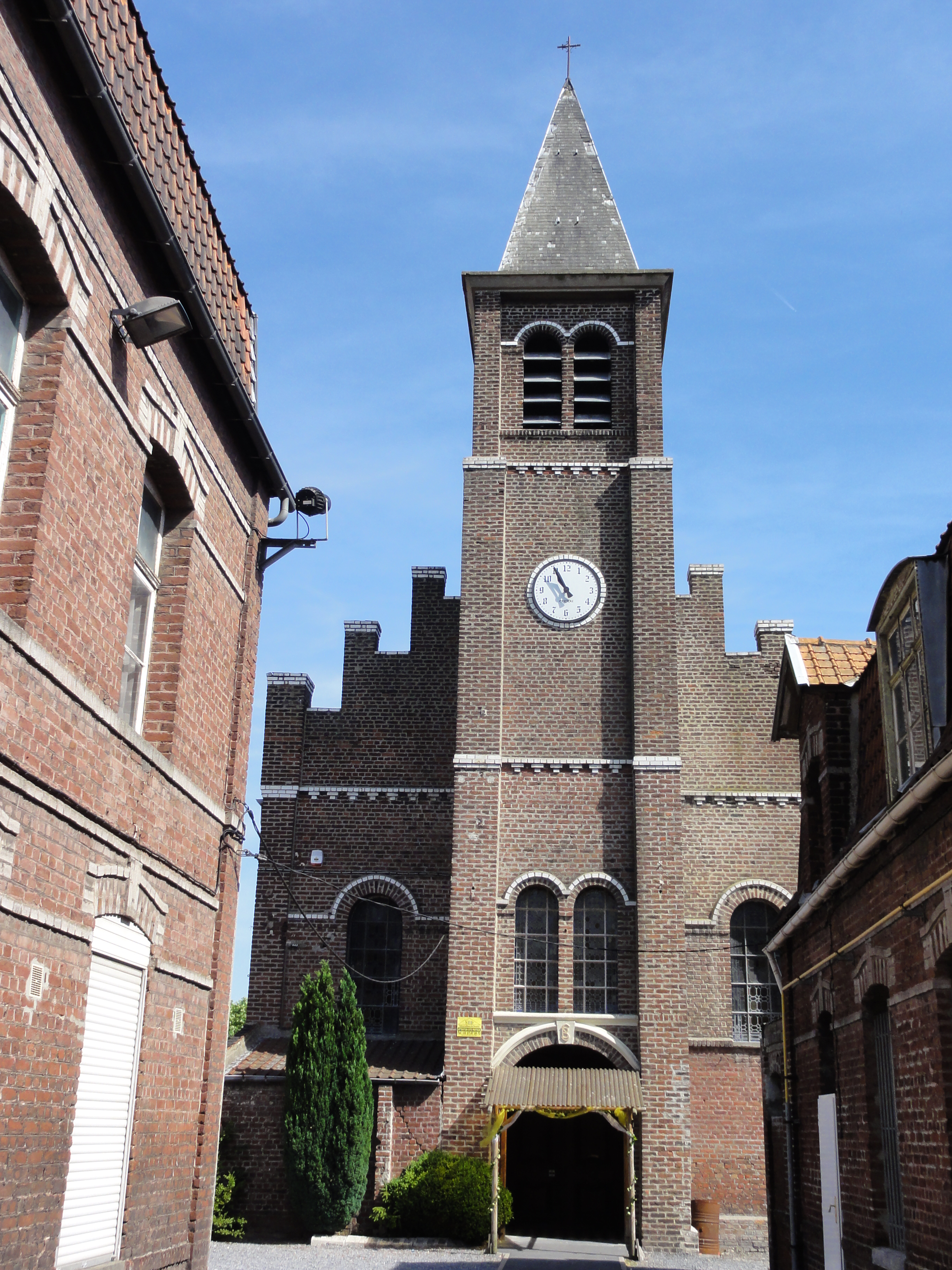
Церковь Святой Варвары
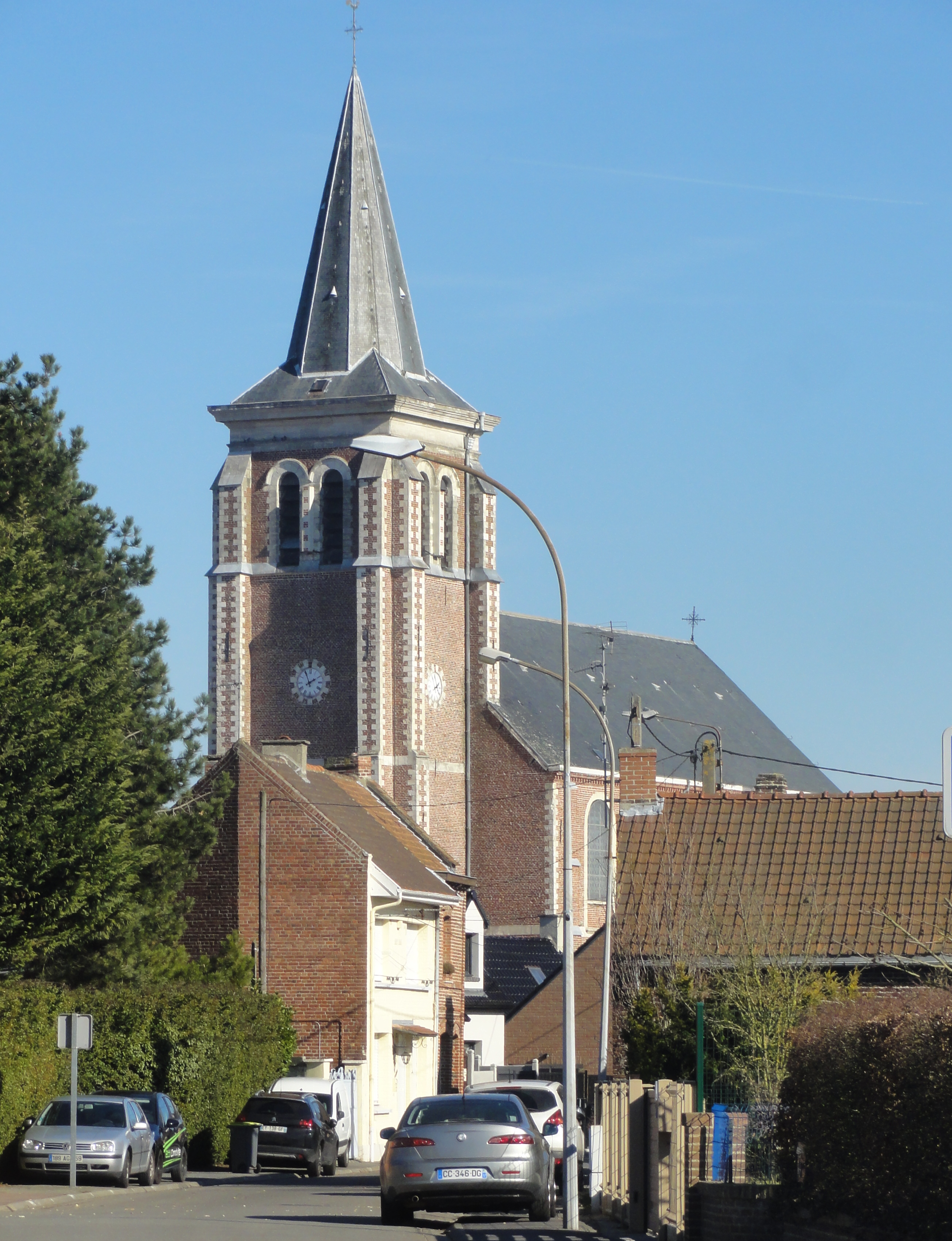
Церковь Святого Амана
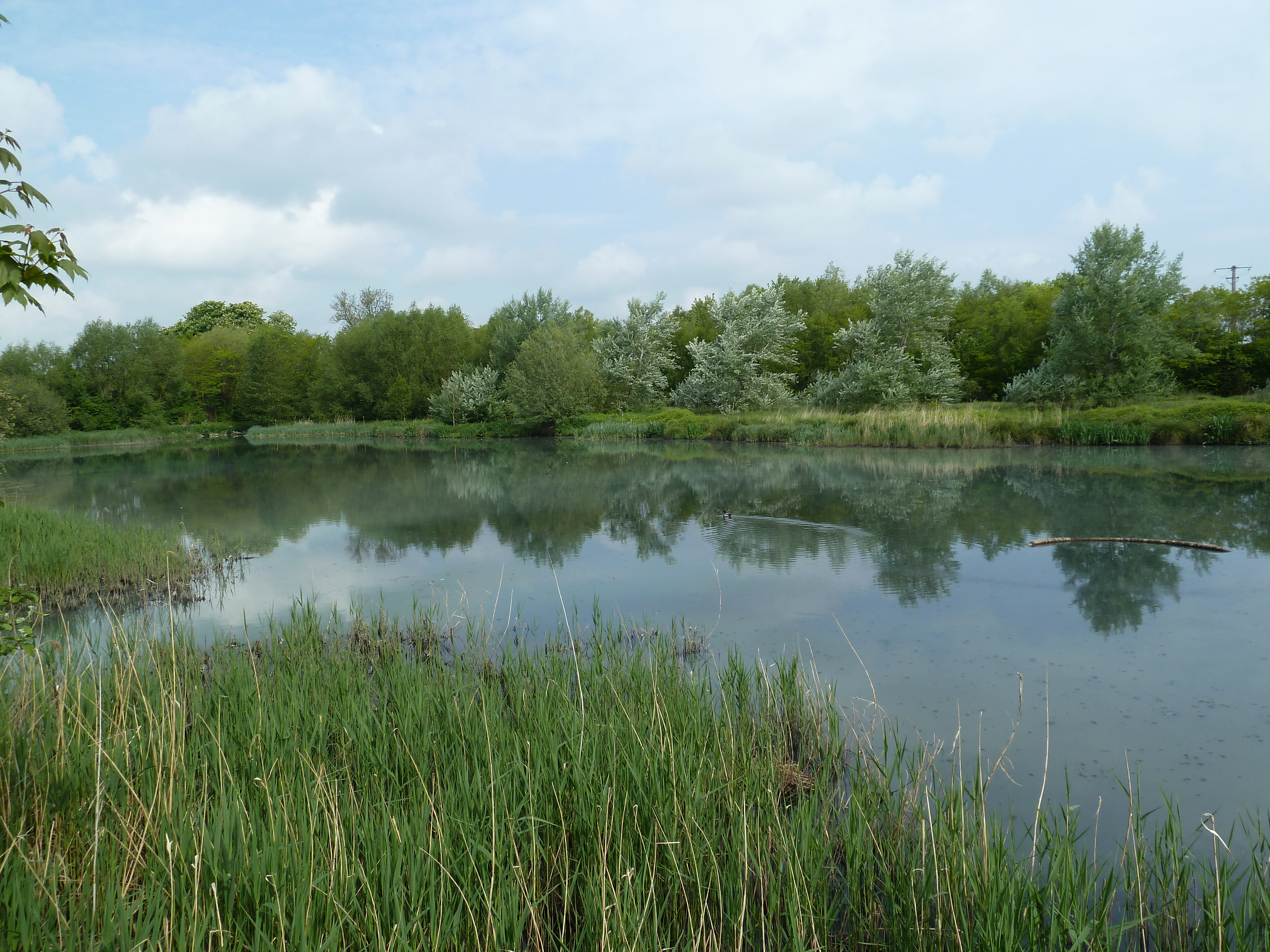
Озеро Ваньонвиль

1. 1 2  база данных о французских коммунах — Национальный географический институт Франции, 2015.